# 南会州
南会州，唐朝的州。
唐高祖武德四年（621年），改会州为南会州，治所在汶山县（今四川省茂县），相当于今四川省茂县、北川羌族自治县、汶川县。下辖汶山县、北川县、汶川县、通化县。唐太宗貞觀八年（634年），改南会州为茂州。
唐朝南会州刺史
- 郑元璹（629年）